# Сантамарија ин Пунта (Ровиго)
Сантамарија ин Пунта је насеље у Италији у округу Ровиго, региону Венето.
Према процени из 2011. у насељу је живело 77 становника. Насеље се налази на надморској висини од -2 м.